# Mourad Meghni
Mourad Meghni (* 16. April 1984 in Paris) ist ein ehemaliger französisch-algerischer Fußballspieler.

## Vereinskarriere
Der offensive Mittelfeldspieler begann das Fußballspielen bei Clairefontaine. Mit 16 Jahren wechselte er nach Italien zum FC Bologna, wurde aber auch von größeren Vereinen wie Manchester United und dem AC Mailand umworben. In Bologna spielte er in der U-17-Mannschaft und gewann prompt die Jugendmeisterschaft Allevi.
Doch auf diesen positiven Start folgte bald die erste Ungewissheit. Bolognas Spielerbeobachter, der Mourad Meghni und andere junge Spieler um sich versammelt hatte, wurde entlassen und die von ihm verpflichteten Fußballer mussten den Verein verlassen.
Mourad Meghni wollte schon beim englischen Klub FC Fulham unterschreiben, als ihm schließlich doch eine Vertragsverlängerung bis 2007 angeboten wurde.
Erst in seinem dritten Jahr beim FC Bologna wurde er in die Erste Mannschaft aufgenommen. Mit gerade einmal 18 Jahren schoss er dort in seiner ersten Saison zwei Tore, davon eines gegen den AC Mailand. Doch es lief nicht nur rund für den so genannten kleinen Zidane, der zeitweilig als eines der größten Talente auf seiner Position galt. Oft gab er sich zu verspielt und ließ sichere Torchancen aus. Doch sein Trainer Carlo Mazzone, der auch schon Francesco Totti in die Serie A geführt hatte, arbeitete viel mit dem Youngster und dieser entwickelte sich vielversprechend.
In der Saison 2005/06 konnte sich der FC Sochaux die Dienste des Franzosen für ein Jahr sichern und lieh ihn vom FC Bologna aus. 2007 wechselte Meghni zu Lazio Rom.
Am 10. Juni 2011 wurde bekannt gegeben, dass sein Vertrag in beidseitigem Einvernehmen aufgelöst wurde. Daraufhin schloss er sich dem Umm-Salal SC aus Katar an. Zwischenzeitlich wurde er von dort drei Monate an den al-Khor SC verliehen und im Juli 2012 ganz an Lekhwiya SC abgegeben.
Nachdem sein Vertrag 2013 auslief, pausierte Meghni zwei Jahre und schloss sich in seiner Heimat CS Constantine an. Dort beendete er auch 2017 seine aktive Karriere.

## Nationalmannschaft
Meghni spielte insgesamt sieben Mal für die Frankreich U-21.
Am 12. August 2009 gab er sein Länderspieldebüt für Algerien gegen Uruguay. Er absolvierte insgesamt neun Partien und nahm am Afrika-Cup 2010 teil.

## Erfolge
- Italienischer Pokalsieger: 2009